# Bernard Nicod
Pour les articles homonymes, voir Nicod (homonymie).
Bernard Nicod est un promoteur immobilier suisse, né le 12 août 1948 à Lausanne.

## Biographie

### Origines et famille
Bernard Nicod naît le 12 août 1948 à Lausanne. Il a deux sœurs.
Sa famille paternelle est originaire d'Espagne puis de Franche-Comté. Deux de ses deux représentants s'installent à Échallens, dans le canton de Vaud, en 1798,,.
Son père est chirurgien orthopédique et professeur de médecine,,, fils du médecin, orthopédiste et professeur Placide Nicod ; sa mère, fille d'un professeur de médecine genevois, est née Gilbert,,.
Il est père de trois enfants, de relations différentes.

### Formation et débuts professionnels
Bernard Nicod obtient sa maturité gymnasiale en 1969 en internat au collège de Saint-Maurice,.
Il travaille à partir de 1974 comme stagiaire dans une gérance lausannoise.

### Armée
Bernard Nicod a le grade de capitaine à l'armée et a servi au sein de l'infanterie de montagne.

### Groupe Bernard Nicod
Bernard Nicod s'associe avec un agent de la compagnie d'assurance Patria pour fonder le 1er avril 1977 le groupe immobilier Nicod Perret, qui compte alors 17 immeubles, devenu par la suite Bernard Nicod SA. Sis à Lausanne, le groupe est actif dans la gérance immobilière, le courtage et la construction d'immeubles.
Il s'étend d'abord dans le canton de Vaud (Nyon, Montreux, Morges et Vevey), puis en Valais (Monthey en 1991) et à Genève avec la reprise de la Générale Immobilière à la fin 2000 et de la Régie Julliard en 2001 .

#### Réalisations
Le groupe a notamment réalisé une nouvelle aile du siège du Comité international olympique à Vidy en 1998, le siège de Nespresso à Lutry en 2002, le siège administratif de Kudelski à Cheseaux et l'extension du site de l'Union des associations européennes de football à Nyon.

#### Salariés et chiffres
Le groupe compte 120 salariés en 1988 après le rachat de l'Agence romande immobilière et l'absorption de ses 36 employés, 150 en 1992 et 240 en 2019.
Il gère 2 070 immeubles fin 2017 et détient environ 10 % du marché immobilier vaudois en 2018. En 2017, le secteur courtage a réalisé un chiffre d'affaires de 320,8 millions de francs suisses.